# Filoxen (sàtrapa)
Filoxen (en llatí Philoxenus, en grec antic Φιλόξενος) fou un oficial macedoni al servei d'Alexandre el Gran, nomenat pel rei, a la seva tornada d'Egipte, com a superintendent de la recol·lecció dels tributs a les províncies del nord del Taure l'any 331 aC, segons diu Flavi Arrià.
Segurament abans d'assolir aquest càrrec del rei el va enviar a Susa a fer-se càrrec dels tresors que hi havia en aquesta ciutat, cosa que va fer sense oposició. Després va anar o tornar a l'Àsia Menor fins al 323 aC quan va dirigir un exèrcit de reforç des de Cària a Babilònia on va arribar just abans de la mort d'Alexandre.
En el repartiment de províncies a la mort del rei no el trobem mencionat, però el 321 aC Perdicas d'Orèstia el va nomenar per substituir Filotes com a sàtrapa de Cilícia, satrapia que va conservar al repartiment de Triparadisos a la caiguda de Perdicas. Després ja no torna a ser esmentat.